# Castra Peregrina
Los Castra Peregrina o Castra Peregrinorum  fueron unos cuarteles militares de la ciudad de Roma situados en el Celio. Estaban ocupados por varias unidades militares durante el Bajo Imperio romano.

## Localización
Los Castra Peregrina estaban situados en la colonia del Celio, entre el templo de Claudio y el Macellum Magnum construido en tiempos de Nerón. Tenía una ubicación céntrica en una colina conocida por albergar a ricos patricios romanos. La Descripción de las catorce regiones de Roma del siglo IV incluye a los Castra Peregrina en la Regio II.
Los restos del campamento fueron descubiertos durante la excavación de los cimientos de un convento y un hospital y fueron excavados parcialmente entre 1904 y 1909. En la actualidad, se pueden encontrar al sureste de la basílica Santo Stefano Rotondo.

## Funciones
Como su nombre indicaba, los barracones del campamento albergaban una guarnición de peregrini, soldados de los ejércitos provinciales separados para llevar a cabo servicios especiales en Roma. Estos consistían en una mayoría de frumentarii y las inscripciones sugieren que los Castra Peregrina actuaron como una base central para la distribución de estos hombres en las provincias desarmadas (o inermes). Los frumentarii, que probablemente no sólo se alojaron en los Castra Peregrina, estuvieron inicialmente involucrados en el servicio de suministros de Roma, pero luego fueron empleados como correos militares y miembros del servicio de inteligencia.

## Historia
El arqueólogo Lawrence Richardson Jr. sugiere que el uso de ladrillos en la construcción del campamento demuestra un origen de la época de Augusto con una reconstrucción posterior del siglo II, bajo el mando imperial de Septimio Severo, y otra reconstrucción en el siglo III, sin embargo, la primera mención del princeps peregrinorum (comandante del cuartel) en Roma fue durante el reinado de Trajano. También es mencionado por Amiano Marcelino, lo que demostraría que continuaba en uso ya en el siglo IV.
Dentro del campamento había un santuario de Júpiter Redux erigido en honor de Septimio Severo y de su sobrina, Julia Mamea, guardado por un puesto de centurio frumentari. Una talla de la construcción de los barracones se encontró en el puerto de Ostia. En su excavación inicial, también se encontraron barcos de piedra, realizados por los soldados en agradecimiento a los dioses por protegerles de los naufragios durante sus travesías, siendo una muestra más evidente de la presencia de los frumentarii en estos cuarteles que en las provincias.